# Antoni Kuczera
Antoni Kuczera MSF (ur. 17 stycznia 1883 w Grabczoku, zm. 24 czerwca 1958 w Więcborku) – polski duchowny katolicki, misjonarz Świętej Rodziny, pierwszy polski prowincjał tego zgromadzenia.

## Dzieciństwo i młodość
Antoni Kuczera urodził się 17 stycznia 1883 we wsi Grabczok (obecnie woj.  opolskie) w domu Walentego i Joanny Kuczerów, którzy prowadzili gospodarkę. Posiadał ośmioro rodzeństwa.
Sakrament chrztu przyjął dzień po urodzeniu, 18 stycznia 1883 roku w kościele św. Szczepana w Brynicy. Sakramentu tego udzielił mu proboszcz J. Himmel. Pierwszą Komunię Świętą Antoni przyjął 15 maja 1895 roku w tym samym kościele. Sakrament bierzmowania otrzymał 29 czerwca 1896 roku w Fałkowicach z rąk biskupa Hermanna Gleicha z Wrocławia.
Pod wpływem odbytych parafialnych rekolekcji Antoni Kuczera rozpoczął rozeznawanie swojego powołania. Wyjechał do Holandii, aby zdobyć potrzebne wykształcenie i rozpocząć formację zakonną.

## Życie zakonne i kapłaństwo
Antoni wstąpił w 1902 roku do nowicjatu Zgromadzenia Misjonarzy Oblatów Maryi Niepokalanej w Valkenburgu i przygotowywał się do posługi brata zakonnego. W jego sercu zrodziła się myśl zostania kapłanem, nie posiadał jednak potrzebnego wykształcenia. Kuczera dowiedział się, że w Holandii powstało nowe zgromadzenie, które formuje starszych młodzieńców do kapłaństwa. Mając 20 lat udał się do Grave, gdzie mieściła się szkoła apostolska misjonarzy Świętej Rodziny, prowadzona przez ks. Jana Berthiera. 
Nowicjat u misjonarzy Świętej Rodziny rozpoczął 4 października 1905 roku. W tym czasie spisywał słowa założyciela, które zostały wydane w formie wypowiedzi i sentencji w języku francuskim i polskim w Rzymie w 1984 roku. Nowicjusz A. Kuczera swoje pierwsze śluby zakonne złożył 4 października 1906 roku. Następnie rozpoczął studia filozoficzne i teologiczne. W 1909 roku w domu macierzystym w Grave na ręce generała, ks. Józefa Carla złożył swoją profesję wieczystą. Od 1910 kleryk Antoni Kuczera rozpoczął redakcję polskiej edycji miesięcznika "Posłaniec Świętej Rodziny", który od tego momentu docierał także do Polski.
10 czerwca 1911 roku w Grave przyjął święcenia kapłańskie. Następnie, 24 czerwca, odprawił mszę świętą prymicyjną w swojej rodzinnej parafii w Brynicy.

## Działalność w Polsce

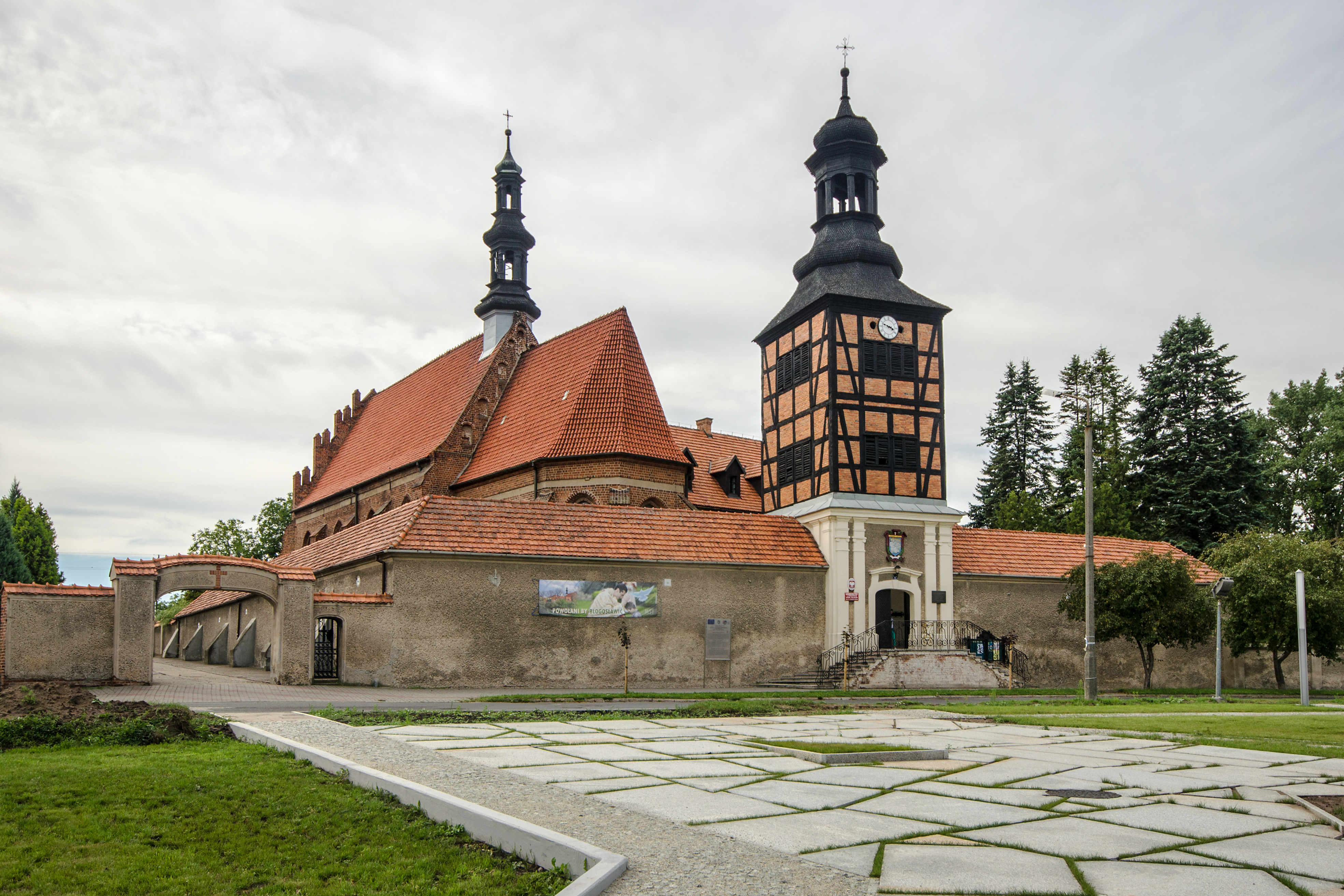
Klasztor Zgromadzenia Misjonarzy Świętej Rodziny w Kazimierzu Biskupim

W latach 1911–1920 do Zgromadzenia Misjonarzy Świętej Rodziny zgłosiło się prawie 60 kandydatów z Polski. Założyciel, ks. Jan Berthier bardzo pragnął założyć tu placówkę zakonną i rozpocząć misję. 26 sierpnia 1919 roku zarząd generalny podjął decyzję, by poszukać domu w Polsce, aby utworzyć tam pierwszą placówkę. Ks. Kuczera objął klasztor poaugustiański w Wieluniu. Następnie otworzył domy w Kazimierzu Biskupim, Górce Klasztornej oraz Krakowie. Dzięki staraniom ks. Kuczery stale rozwijało się wydawanie Posłańca Świętej Rodziny w języku polskim.
Dnia 9 lipca 1928 roku zarząd generalny zgromadzenia podjął decyzję o utworzeniu w Polsce pro-prowincji. W chwili utworzenia liczyła ona: 13 księży, 35 kleryków, 13 braci i 168 uczniów. Na tym samym posiedzeniu zarząd generalny mianował ks. Antoniego Kuczerę pro-prowincjałem, a także wyznaczył asystentów: ks. Myrwę i ks. Zawadę. Ekonomem prowincjalnym został ks. Boronowski. 2 lata później, w 1930 roku otwarto kolejny dom zakonny w Kruszewie. Swoją kadencję ks. Kuczera zakończył w 1932 roku.

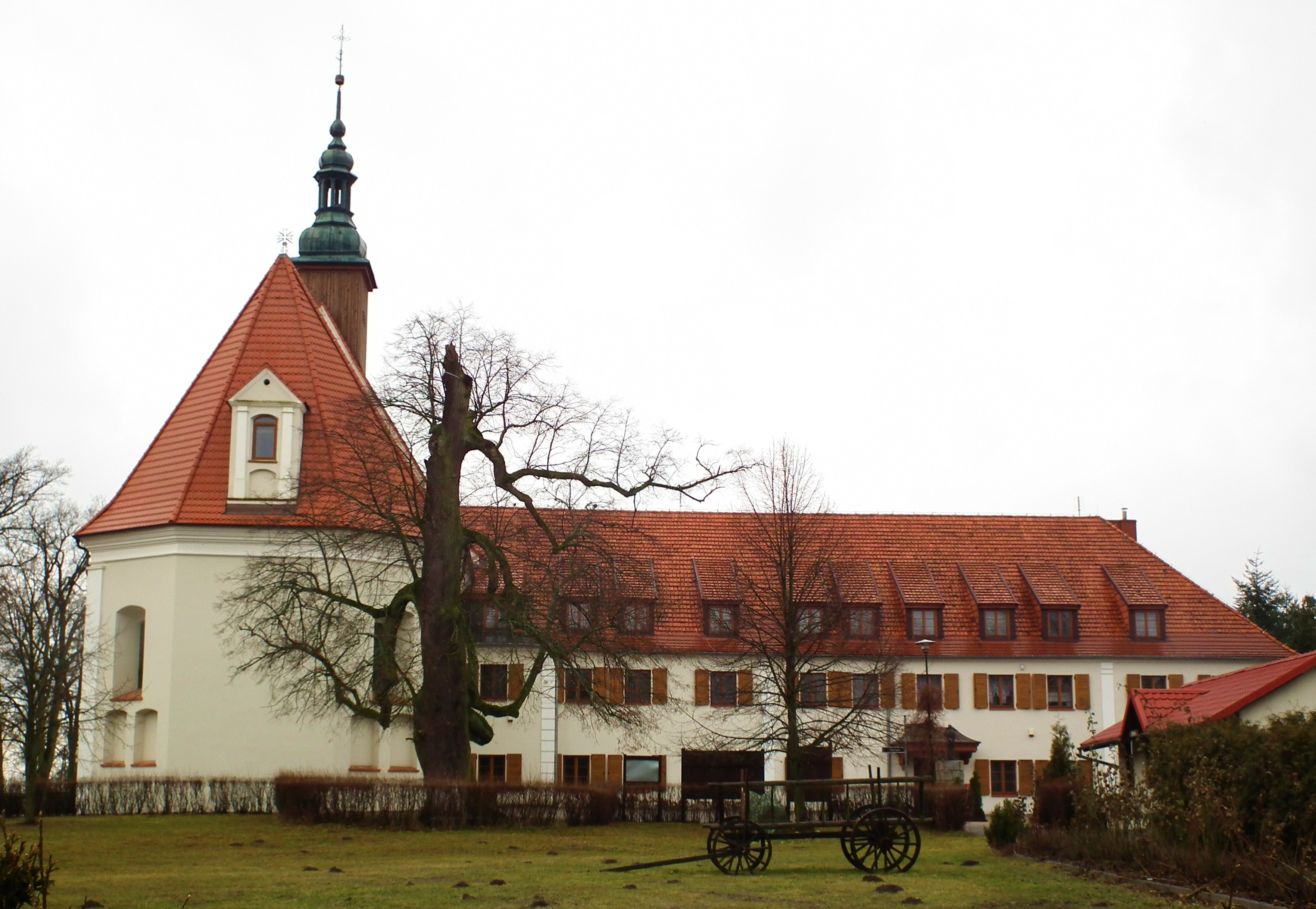
Klasztor Zgromadzenia Misjonarzy Świętej Rodziny w Górce Klasztornej (najstarsze sanktuarium maryjne w Polsce)

W 1936 roku oficjalnie utworzono w Polsce prowincję zgromadzenia. 3 lata później, w 1939 roku wybrano ks. Antoniego Kuczerę na przełożonego prowincjalnego. W momencie wybuchu wojny polska prowincja liczyła: 64 kapłanów, 12 misjonarzy zagranicznych, 58 kleryków, 47 braci i 16 nowicjuszy. W szkołach kształciło się łącznie 170 uczniów. II wojna światowa zahamowała rozwój polskiej prowincji. Już w pierwszych dniach wojennej zawieruchy Niemcy zajęli wszystkie domy w prowincji. Nastąpiło całkowite rozbicie życia zakonnego i rozproszenie zakonników. W wyniku działań wojennych prowincja utraciła bardzo wielu swoich członków.
Jeszcze przed zakończeniem wojny ks. Kuczera podjął działania, aby dotrzeć do wszystkich domów zgromadzenia w Polsce i zapewnić im obsadę personalną. Oprócz odbudowy polskich placówek, doszedł także trud zagospodarowania placówek prowincji wschodnio-niemieckiej, które w ramach przesunięcia granic znalazły się na terenie Polski. W 1946 roku zakończył pełnienie funkcji prowincjała.

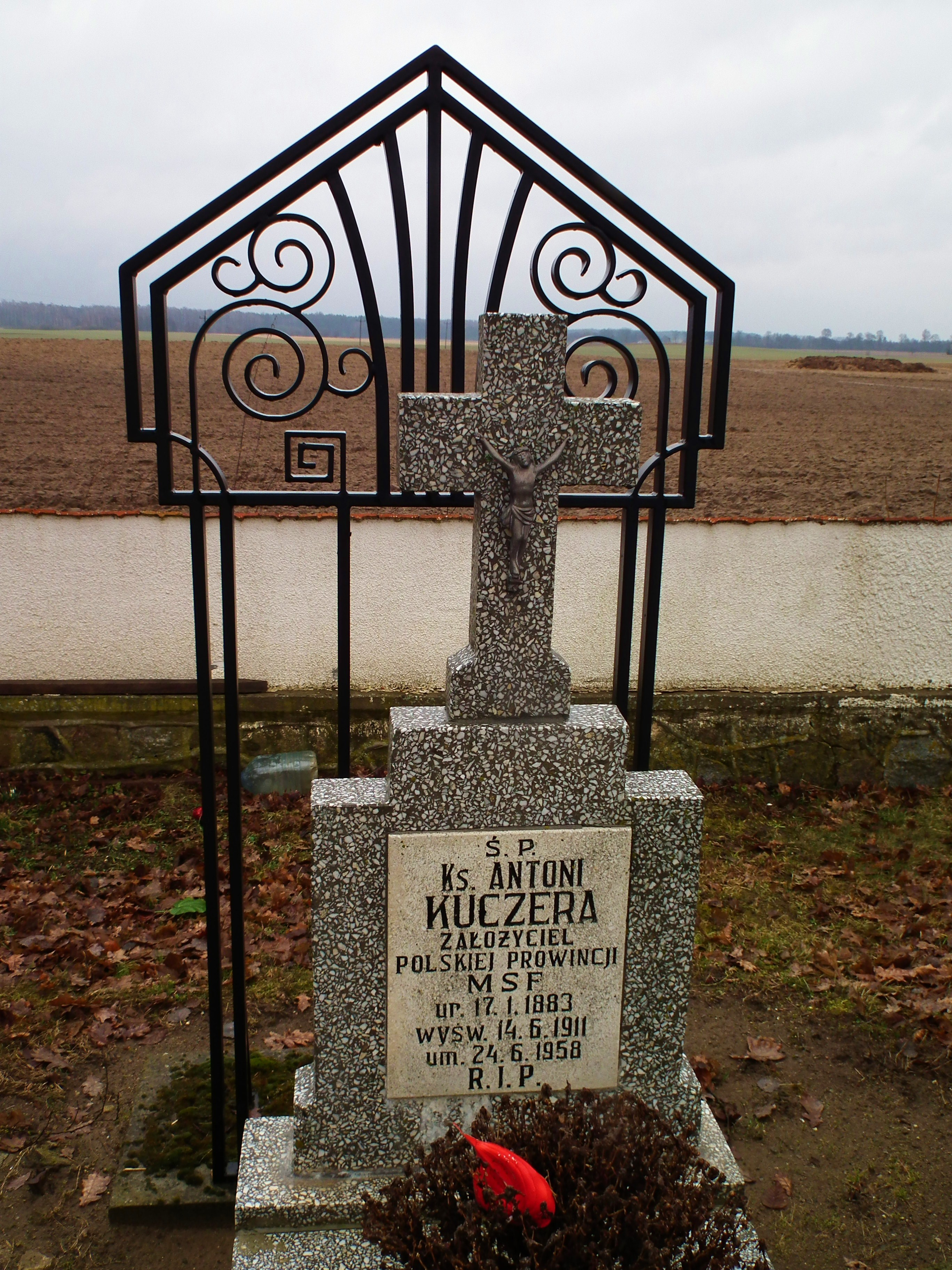
Grób ks. Antoniego Kuczery MSF w Górce Klasztornej

Zamieszkał w Bąblinie i prowadził działalność rekolekcyjno-misyjną. W 1950 roku został mianowany rektorem domu zakonnego w Górce Klasztornej. Następnie posługiwał w klasztorach w Gliwicach i Szczytnej.

## Śmierć
W 1957 roku przeniesiono go do Górki Klasztornej i prawie natychmiast umieszczono go w szpitalu. Leczono ks. Antoniego w Bydgoszczy i Więcborku. Leczenie okazywało się nieefektowne, dlatego współbracia misjonarze Świętej Rodziny rozpoczęli nowennę o szczęśliwą śmierć dla ks. Kuczery. Zmarł 24 czerwca 1958 roku w szpitalu w Więcborku.
Pochowany został przy bazylice Najświętszej Maryi Panny Niepokalanie Poczętej w Górce Klasztornej, a następnie ekshumowano go i złożono na wspólnym cmentarzu niedaleko sanktuarium.